# Angelica oreada
Angelica oreada là một loài thực vật có hoa trong họ Hoa tán. Loài này được (Diels) M.Hiroe mô tả khoa học đầu tiên năm 1979.